# Długie i szczęśliwe życie
Długie i szczęśliwe życie (ros. Долгая счастливая жизнь / Dołgaja szczastliwaja żyzń) – rosyjski dramat filmowy z 2013 roku w reżyserii Borisa Chlebnikowa. Zdjęcia kręcono na Półwyspie Kolskim w obwodzie murmańskim.

## Obsada
- Aleksandr Jacenko jako Aleksander "Sasza" Siergiejewicz
- Anna Kotowa jako Ania
- Władimir Korobiejnikow jako Wołodia
- Siergiej Nasiedkin jako Sierioga
- Jewgienij Sytyj jako Żenia
- Inna Stierligowa jako żona Żenii
- Aleksandr Aliabiew jako Saszka
- Gleb Puskiepalis jako Oleżka
- Pawieł Kolesnikow
- Denis Jatkowskij
- Walerij Konstantinow
- Michaił Chapczuk
- Liudmiła Familcewa
- Andriej Monachow jako Anruha
- Siergiej Piestrikow jako Sierioga